# Pseudostigma aberrans
Pseudostigma aberrans – gatunek ważki z rodziny łątkowatych (Coenagrionidae). Występuje na terenie Ameryki Północnej – w Meksyku, Belize i Kostaryce.